# わかたか (駆潜艇)
わかたか（ローマ字：JDS Wakataka, PC-317、ASU-64）は、海上自衛隊の駆潜艇。うみたか型駆潜艇の3番艇。艇名は若鷹に由来する。初鷹型急設網艦「若鷹」、よしきり型掃海船「わかたか」に次いで日本の艦艇としては3代目。

## 艦歴
「わかたか」は、昭和36年度計画甲型駆潜艇3017号艇として、呉造船所で1962年3月5日に起工され、1962年11月13日に進水、1963年3月30日に就役し、大湊地方隊第5駆潜隊に編入された。
1982年3月27日、舞鶴地方隊第4駆潜隊に編入。
1985年3月27日、特務艇に種別変更され船籍番号がASU-64となり、舞鶴地方隊直轄艇となる。
1988年3月17日、除籍。